# 莒南站
莒南站，位于中华人民共和国山东省临沂市莒南县十字路街道，是兖石铁路上的火车站。车站由济南局集团临沂车务段管辖，是客货运三等站。莒南站建于1985年，1990年代兖石铁路复线化时在车站新建给水站一座，2019年又进行过改造工程。

## 车站结构
莒南站站房建筑总面积6984平方米，站场设有2条到发线，2座旅客站台。车站货场办理整车普通货物到发业务，设有3条货物线。车站设有通往东大煤业的专用线，此外还设有通往莒南石油支公司（建于1988年10月）和县燃料公司（1989年12月）的专用线各一条。
|          | 车站货场          |
| 3道      | 兖石铁路 列车     |
| 岛式站台 |                   |
| 正线     | 兖石铁路 下行列车 |
| 正线     | 兖石铁路 上行列车 |
| 4道      | 兖石铁路 列车     |
| 侧式站台 |                   |
| 站房     | 售票处、候车室    |

## 車站周邊
- 莒南县人民医院
- 欧典咖啡（已关闭）
- 豆香坊